# Siva eminencija
Siva eminencija (od francuskog éminence grise) je izraz koji se upotrebljava za osobu koja nezvanično drži vlast, naročito preko nekog drugog lica, najčešće u tajnosti ili privatno, ili za moćnog savetnika. Izraz je nastao između 1940 i 1945, a navodi se konkretno i 1941. godina.

## Etimologija
Izraz je dobio naziv po nadimku francuskog monaha i diplomate po imenu Fransoa Žozef di Tremble (François  Joseph du Tremblay), poznatijem kao Pere Žozef (Père Joseph), prisnog prijatelja kardinala Rišeljea (Armand Jean du Plessis de Richelieu), zvanog Éminence rouge (crvena eminencija); prema bojama njihove odeće.